# Kleine populierenhaan
De kleine populierenhaan (Chrysomela saliceti) is een keversoort uit de familie bladkevers (Chrysomelidae). De wetenschappelijke naam van de soort werd in 1851 gepubliceerd door Suffrian.